# Renzo Omar Ruggiero
Renzo Omar Ruggiero (Rosario, 22 febbraio 1983) è un ex calciatore argentino, di ruolo centrocampista.

## Carriera
Esordisce nel campionato di Primera División il 24 novembre 2002 nella gara interna contro il Banfield, conclusasi sul punteggio di 1-0 per il Rosario Central.
Milita nel Rosario Central per tre stagioni, per poi trasferirsi, nella stagione 2005-2006, al Talleres (C), con il quale partecipa al campionato di Primera B Nacional.
Passa successivamente al S.S. Reyes, dove disputa il campionato di Segunda División B.
Dal 2008 al 2012 gioca nei campionati dilettantistici italiani con Nardò, Toma Maglie e Casarano.